# Pim de la Parra
Pim de la Parra (Paramaribo, Surinam, 5 de enero de 1940 - 6 de septiembre de 2024) fue un director de cine nativo de Surinam, que desarrolló su carrera profesional en los Países Bajos.

## Datos biográficos
De la Parra fue el mayor de dos hermanos y descendiente de judíos sefaradíes que se afincaron en Surinam hace cuatro siglos. De la Parra fue educado por sus tías.[cita requerida]
Concurrió a la Academia de Cinematografía de Ámsterdam, y en 1964 fundó, junto con Nicolai van der Heyde y Gied Jaspars, Skoop una revista de cinematografía. De la Parra realizó su debut en 1965 con la película "Jongens, jongens wat en meid". Desde 1966 dirigió y produjo películas junto con Wim Verstappen, a partir de 1967 con el nombre de Scorpio Films. Su primer gran éxito fue en 1971 con la película Blue Movie.[cita requerida]

## Filmografía
- Jongens, jongens wat een meid (1965)
- Bezeten, Het Gat in de Muur (1969)
- Rubia's Jungle (1970)
- Blue Movie (1971)
- Frank en Eva (1973)
- Mijn Nachten met Susan, Olga, Albert, Julie, Piet & Sandra (1975)
- Wan Pipel (1976)
- Paul Chevrolet en de ultieme hallucinatie (1985)
- Als in een Roes... (1986)
- Odyssée d'Amour (1987)
- Lost in Amsterdam (1989)
- De nacht van de wilde ezels (1990)
- Let the Music Dance (1990)
- Dagboek van een zwakke yogi (1993; als Ronald da Silva)
- Dream of a Shadow (1996)
- Ala di (2006; met Borger Breeveld un proyecto piloto de la Stichting Surinaamse Film Academie)
- Het geheim van de Saramacca rivier (primera película de la Surinaamse Film Academie)